# Верретто
Верретто (итал. Verretto) — коммуна в Италии, находится в регионе Ломбардия, в провинции Павия.
Население составляет 351 человек (2008), плотность населения составляет 129 чел./км². Занимает площадь 3 км². Почтовый индекс — 27053. Телефонный код — 0383.
Покровителем коммуны почитается святой апостол и евангелист Матфей, празднование 21 сентября.

## Демография
Динамика населения:

## Администрация коммуны
- Официальный сайт: http://www.comune.verretto.pv.it/